# 레온하르트 라가츠

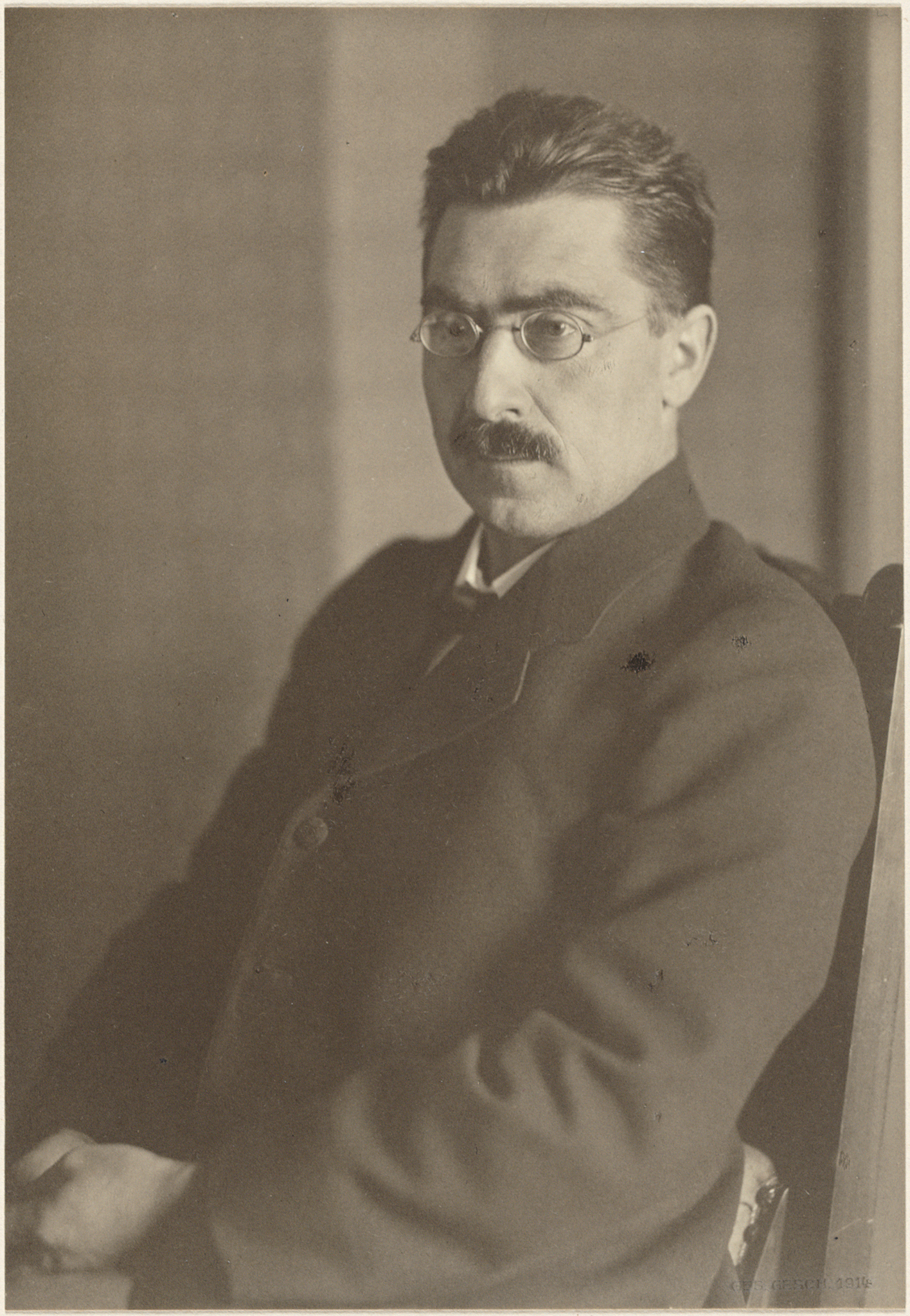
레온하르트 라가츠, 1914

레온하르트 라가츠(독일어: Leonhard Ragaz, 1868년 7월 28일-1945년 12월 6일)는 스위스의 개혁교회(Refomred)신학자이다. 종교 사회주의라는 말을 처음으로 사용하였다.

## 경력

### 신학공부
1868년 7월 28일에 스위스의 산간 마을 타민스(Tamins)에서 소작인의 아들로 태어났다. 가난한 살림살이라 어릴적부터 노동을 해야 했으며,농민들의 협동조합운동에서 사회주의를 찾았다. 장학금을 받기 위해 신학공부를 하였으며 바젤, 예나, 베를린에서의 공부를 마치고 개신교 목사가 되었다.

### 목회와 신학교육
하이젠베르크에서의 처음 목회는 잘 되지 않았다. 라가츠는 헤겔철학과 성서를 공부하여 진지하고 실천적인 신학자였다. 하지만 교회와 친구 목사들은 그렇지 못했다. 그들은 실천적 신앙에 관심이 없었고 천박하였다. 우울증에 시달릴만큼 정신적인 고통에 시달리던 라가츠는 김나지움에서 언어와 종교를 가르쳤다. 1895년부터 1902년까지 쿠르시 교회에서 목회했고,1902년부터 바젤대성당에서 목회하였다. 1908년부터 1921년까지 취리히 대학교에서 조직신학과 실천신학을 가르쳤다.

### 크리스토프 블룸하르트와의 만남
라가츠는 독일의 개신교 신학자인 크리스토프 블룸하르트와 만났다. 라가츠는 블룸하르트와의 만남을 마치 예수와의 만남이라고 불렀다.자본가와 결탁한 독일제국 정부의 탄압으로 권리를 억압받는 노동자와의 연대로써 그리스도의 삶을 본받고자 한 블룸하르트의 영성은 라가츠에게 좋은 영향을 주었을 것이다.라가츠는 1921년 가르텐호프(Gartenhof)를 설립하여 노동자 교육에 힘썼으며,저술활동,사회운동(노동운동, 반 나치운동, 평화운동)을 실천했다.1945년 별세. 저서로는 《하느님 나라의 비유들 - 예수의 사회적 복음》이 있다.